# 凌沛学
凌沛学（1963年—），山东临沭人，汉族，中华人民共和国政治人物、第十二届全国人民代表大会山东地区代表。
毕业于山东医科大学生化药学专业。加入中国共产党。2013年，担任全国人大代表。